# Sofia (Álvaro Soler)
Sofia è un singolo del cantautore spagnolo Álvaro Soler, pubblicato l'8 aprile 2016 come primo estratto dalla riedizione del primo album in studio Eterno agosto.

## Tracce
Testi e musiche di M + T, Álvaro Tauchert Soler, Simon Triebel, Ali Zuckowski, Jakke Erixson e Nadir Khayat, eccetto dove indicato.
Download digitale
1. Sofia – 3:30

Download digitale – Remix EP
1. Sofia (B-Case Remix) – 3:16
2. Sofia (Oovee Remix) – 3:44
3. Sofia (Robin Grubert Remix) – 3:21

CD singolo (Europa)
1. Sofia – 3:30
2. Volar – 3:01 (M + T, Álvaro Tauchert Soler, Simon Triebel, Ali Zuckowski)

## Formazione
Musicisti
- Álvaro Tauchert Soler – voce, fisarmonica, omnichord, percussioni, cori
- Jakke Erixson – programmazione, tastiera, percussioni, chitarra, cori
- Ali Zuckowski – basso, percussioni, chitarra, ukulele, cori
- Simon Triebel – xilofono, organo a pompa, percussioni, fischio, cori
- Steven Stark – cori
- Nico Rebscher – cori

Produzione
- RedOne – produzione
- T.I. Jakke – produzione
- Simon Triebel – coproduzione
- Ali Zuckowski – coproduzione
- Trevor Muzzy – missaggio
- Gene Grimaldi – mastering

## Classifiche

### Classifiche settimanali
| Classifica (2016) | Posizione massima |
| ----------------- | ----------------- |
| Austria           | 3                 |
| Belgio (Fiandre)  | 1                 |
| Belgio (Vallonia) | 16                |
| Cile              | 87                |
| Ecuador           | 23                |
| Finlandia         | 15                |
| Francia           | 12                |
| Germania          | 23                |
| Italia            | 1                 |
| Lussemburgo       | 2                 |
| Paesi Bassi       | 19                |
| Repubblica Ceca   | 19                |
| Spagna            | 4                 |
| Svizzera          | 1                 |

### Classifiche di fine anno
| Classifica (2016) | Posizione |
| ----------------- | --------- |
| Italia            | 3         |